# 지미 맥셰인
지미 맥셰인(Jimmy McShane, 1957년 5월 23일 ~ 1995년 3월 29일)은 북아일랜드 태생의 아일랜드의 가수, 기타리스트, 베이스 기타리스트, 키보디스트, 작사가, 무용가이다. 1972년 가족들과 함께 아일랜드로 이주하였다. 
1978년에 가수 디디 잭슨에게 발탁되어 백댄서를 잠시 하다가 1980년 아일랜드에서 기타리스트로 첫 데뷔하였고 이듬해 1981년 베이스 기타리스트 데뷔하였으며 1982년 가수로도 데뷔하였다. 1985년 이탈리아에서 뉴 웨이브 음악 그룹 발티모라의 보컬리스트이자 키보디스트로 활동하여 《Tarzan boy》라는 곡이 히트하였으나 1987년 이탈리아에서의 음악 활동을 마치고 이탈리아에서 눌러 살았다. 그러나 7년 후 1994년 후천성면역결핍증에 걸려서 고향에서 사망하고 싶다는 이유로 아일랜드로 귀환하였다. 아일랜드에서의 삶은 매우 비참했는데 후천성면역결핍증 환자라는 이유 하나만으로 주기적으로 구타를 당해 코뼈와 이빨이 부러지는 등 중상을 당하기도 했다.
이듬해 1995년 3월 29일 사망하였다. 사망 후 아버지인 해리 맥셰인의 묘소에 합장되었다. 묘비명도 "해리 맥셰인"에서 "맥셰인 부자"로 바뀌었다.